# 천년의 금서
《천년의 금서》는 대한제국과 대한민국 국호에 사용된 '한(韓)'의 유래를 다룬 소설가 김진명의 소설이다.
현재 역사학계에서 위서로 취급되고 있는 《단군세기》의 실제 천문, 기상현상 기록으로 전해지는 '오성취루(五星聚婁)'와 '남해조수퇴삼척(南海潮水退三倜)', 그리고 중국의 여러 고서와 《시경》에 씌어진 내용을 소재로 하였다.
《천년의 금서》는 만화로 출간되기도 하였다.

## 참조
1. ↑  이미나 기자 (2012년 5월 9일). “김진명 베스트셀러 '천년의 금서' 만화로 출간”. 한국경제. 2014년 5월 12일에 확인함.